# Basketball-Europameisterschaft der Damen 1958
Die Basketball-Europameisterschaft der Damen 1958 (offiziell: EuroBasket 1958 Women) war die 6. Austragung des kontinentalen Wettbewerbs. Sie fand vom 9. bis zum 18. Mai 1958 in Polen statt und wurde von der FIBA Europa organisiert. Die Partien wurden in Łódź ausgetragen.

## Mannschaften
| Gruppe A                         | Gruppe B                                     | Gruppe C                                    |
| -------------------------------- | -------------------------------------------- | ------------------------------------------- |
| - DDR - Frankreich - Sowjetunion | - Jugoslawien - Niederlande - Polen - Ungarn | - Bulgarien - Österreich - Tschechoslowakei |

## Vorrunde
Es wurde in drei Gruppen gespielt. Durch die Anzahl von zehn Mannschaften gab es eine Vierer- und zwei Dreier-Gruppen. Bei Punktgleichheit zählt der direkte Vergleich, danach die Korbdifferenz folgend die erzielten Körbe. Die beiden Bestplatzierten jeder Gruppe kamen in die Finalrunde und kämpften um die Medaillen. Die restlichen Mannschaften ermittelten in der Platzierungsrunde die Plätze 7 bis 10.

### Gruppe A
| Platz | Team        | Spiele | Siege | Niederl. | Körbe  | Diff. | Punkte |
| ----- | ----------- | ------ | ----- | -------- | ------ | ----- | ------ |
| 1     | Sowjetunion | 2      | 2     | 0        | 140:66 | +74   | 4      |
| 2     | Frankreich  | 2      | 1     | 1        | 92:95  | −3    | 3      |
| 3     | DDR         | 2      | 0     | 2        | 54:125 | −71   | 2      |

| Spiel | Datum              | Team 1      | Team 2      | 1. H. | 2. H. | Verl. | Ergebnis |
| ----- | ------------------ | ----------- | ----------- | ----- | ----- | ----- | -------- |
| A1    | 9. Mai 1958 10:00  | DDR         | Sowjetunion | 13:39 | 12:35 | –     | 25:74    |
| A2    | 10. Mai 1958 10:00 | DDR         | Frankreich  | 9:18  | 20:33 | –     | 29:51    |
| A3    | 11. Mai 1958 19:30 | Sowjetunion | Frankreich  | 34:17 | 32:24 | –     | 66:41    |

### Gruppe B
| Platz | Team        | Spiele | Siege | Niederl. | Körbe   | Diff. | Punkte |
| ----- | ----------- | ------ | ----- | -------- | ------- | ----- | ------ |
| 1     | Polen       | 3      | 3     | 0        | 204:119 | +85   | 6      |
| 2     | Jugoslawien | 3      | 2     | 1        | 159:143 | +16   | 5      |
| 3     | Ungarn      | 3      | 1     | 2        | 126:120 | +6    | 4      |
| 4     | Niederlande | 3      | 0     | 3        | 95:202  | −107  | 3      |

| Spiel | Datum              | Team 1      | Team 2      | 1. H. | 2. H. | Verl. | Ergebnis |
| ----- | ------------------ | ----------- | ----------- | ----- | ----- | ----- | -------- |
| B1    | 9. Mai 1958 11:30  | Ungarn      | Jugoslawien | 13:22 | 24:18 | –     | 37:40    |
| B2    | 9. Mai 1958 18:30  | Niederlande | Polen       | 19:47 | 13:34 | –     | 32:81    |
| B3    | 10. Mai 1958 18:00 | Niederlande | Ungarn      | 10:17 | 17:32 | –     | 24:49    |
| B4    | 10. Mai 1958 19:30 | Jugoslawien | Polen       | 25:32 | 22:35 | –     | 47:67    |
| B5    | 11. Mai 1958 11:30 | Niederlande | Jugoslawien | 23:35 | 16:37 | –     | 39:72    |
| B6    | 11. Mai 1958 18:00 | Ungarn      | Polen       | 16:26 | 24:30 | –     | 40:56    |

### Gruppe C
| Platz | Team             | Spiele | Siege | Niederl. | Körbe  | Diff. | Punkte |
| ----- | ---------------- | ------ | ----- | -------- | ------ | ----- | ------ |
| 1     | Tschechoslowakei | 2      | 2     | 0        | 122:62 | +60   | 4      |
| 2     | Bulgarien        | 2      | 1     | 1        | 108:89 | +19   | 3      |
| 3     | Österreich       | 2      | 0     | 2        | 54:133 | −79   | 2      |

| Spiel | Datum              | Team 1     | Team 2           | 1. H. | 2. H. | Verl. | Ergebnis |
| ----- | ------------------ | ---------- | ---------------- | ----- | ----- | ----- | -------- |
| C1    | 9. Mai 1958 20:00  | Bulgarien  | Tschechoslowakei | 18:26 | 24:29 | –     | 42:55    |
| C2    | 10. Mai 1958 11:30 | Österreich | Tschechoslowakei | 8:30  | 12:37 | –     | 20:67    |
| C3    | 11. Mai 1958 10:00 | Österreich | Bulgarien        | 15:38 | 19:28 | –     | 34:66    |

## Platzierungsrunde
Bei Punktgleichheit zählt der direkte Vergleich, danach die Korbdifferenz folgend die erzielten Körbe.
| Platz | Team        | Spiele | Siege | Niederl. | Körbe   | Diff. | Punkte |
| ----- | ----------- | ------ | ----- | -------- | ------- | ----- | ------ |
| 1     | Ungarn      | 3      | 3     | 0        | 169:111 | +58   | 6      |
| 2     | Niederlande | 3      | 2     | 1        | 110:122 | −12   | 5      |
| 3     | DDR         | 3      | 1     | 2        | 136:128 | +8    | 4      |
| 4     | Österreich  | 3      | 0     | 3        | 117:171 | −54   | 3      |

| Spiel | Datum              | Team 1      | Team 2      | 1. H. | 2. H. | Verl. | Ergebnis |
| ----- | ------------------ | ----------- | ----------- | ----- | ----- | ----- | -------- |
| 1     | 13. Mai 1958 10:00 | DDR         | Ungarn      | 16:26 | 19:27 | –     | 35:53    |
| 2     | 14. Mai 1958 10:00 | Niederlande | Österreich  | 21:19 | 21:15 | –     | 42:34    |
| 3     | 15. Mai 1958 10:00 | Ungarn      | Österreich  | 31:25 | 39:27 | –     | 70:52    |
| 4     | 17. Mai 1958 10:00 | DDR         | Niederlande | 16:19 | 26:25 | –     | 42:44    |
| 5     | 18. Mai 1958 10:00 | Österreich  | DDR         | 14:28 | 17:31 | –     | 31:59    |
| 6     | 18. Mai 1958 11:30 | Niederlande | Ungarn      | 9:19  | 15:27 | –     | 24:46    |

## Finalrunde
Bei Punktgleichheit zählt der direkte Vergleich, danach die Korbdifferenz folgend die erzielten Körbe.
| Platz | Team             | Spiele | Siege | Niederl. | Körbe   | Diff. | Punkte |
| ----- | ---------------- | ------ | ----- | -------- | ------- | ----- | ------ |
| 1     | Bulgarien        | 5      | 5     | 0        | 295:203 | +92   | 10     |
| 2     | Sowjetunion      | 5      | 4     | 1        | 328:231 | +97   | 9      |
| 3     | Tschechoslowakei | 5      | 3     | 2        | 271:243 | +28   | 8      |
| 4     | Jugoslawien      | 5      | 2     | 3        | 238:292 | −54   | 7      |
| 5     | Polen            | 5      | 1     | 4        | 296:288 | +8    | 6      |
| 6     | Frankreich       | 5      | 0     | 5        | 191:362 | −171  | 5      |

| Spiel | Datum              | Team 1           | Team 2           | 1. H. | 2. H. | Verl. | Ergebnis   |
| ----- | ------------------ | ---------------- | ---------------- | ----- | ----- | ----- | ---------- |
| 1     | 13. Mai 1958 11:30 | Frankreich       | Bulgarien        | 12:38 | 11:32 | –     | 23:70      |
| 2     | 13. Mai 1958 18:00 | Polen            | Jugoslawien      | 22:33 | 28:28 | –     | 50:61      |
| 3     | 13. Mai 1958 19:30 | Sowjetunion      | Tschechoslowakei | 24:24 | 22:28 | –     | 52:46      |
| 4     | 14. Mai 1958 11:30 | Jugoslawien      | Sowjetunion      | 15:38 | 24:41 | –     | 39:79      |
| 5     | 14. Mai 1958 18:00 | Tschechoslowakei | Frankreich       | 42:21 | 26:19 | –     | 68:40      |
| 6     | 14. Mai 1958 19:30 | Bulgarien        | Polen            | 28:23 | 25:25 | –     | 53:48      |
| 7     | 15. Mai 1958 11:30 | Jugoslawien      | Bulgarien        | 20:29 | 17:34 | –     | 37:63      |
| 8     | 15. Mai 1958 18:00 | Sowjetunion      | Frankreich       | 40:15 | 41:17 | –     | 81:32      |
| 9     | 15. Mai 1958 19:30 | Polen            | Tschechoslowakei | 24:30 | 35:31 | –     | 59:61      |
| 10    | 17. Mai 1958 11:30 | Frankreich       | Polen            | 22:38 | 26:41 | –     | 48:79      |
| 11    | 17. Mai 1958 18:00 | Jugoslawien      | Tschechoslowakei | 18:26 | 19:26 | –     | 37:52      |
| 12    | 17. Mai 1958 19:30 | Bulgarien        | Sowjetunion      | 25:22 | 24:27 | 5:2   | 54:51 (OT) |
| 13    | 18. Mai 1958 15:00 | Jugoslawien      | Frankreich       | 35:29 | 29:19 | –     | 64:48      |
| 14    | 18. Mai 1958 16:30 | Bulgarien        | Tschechoslowakei | 29:24 | 26:20 | –     | 55:44      |
| 15    | 18. Mai 1958 19:30 | Sowjetunion      | Polen            | 35:35 | 30:25 | –     | 65:60      |

## Endstand
| Rang | Land             | Spiele | Bilanz |
| ---- | ---------------- | ------ | ------ |
| 1.   | Bulgarien        | 7      | 6:1    |
| 2.   | Sowjetunion      | 7      | 6:1    |
| 3.   | Tschechoslowakei | 7      | 5:2    |
| 4.   | Jugoslawien      | 7      | 4:4    |
| 5.   | Polen            | 7      | 4:4    |
| 6.   | Frankreich       | 7      | 1:6    |
| 7.   | Ungarn           | 7      | 4:2    |
| 8.   | Niederlande      | 7      | 2:4    |
| 9.   | DDR              | 7      | 1:4    |
| 10.  | Österreich       | 7      | 0:5    |